# Mayorga
Mayorga és un municipi de la província de Valladolid, a la comunitat autònoma de Castella i Lleó. Limita al nord amb la província de Lleó (entre altres municipis Izagre), a l'est amb Saelices de Mayorga, Villalba de la Loma i Villagómez la Nueva, i al sud amb Castroponce i Castrobol.

## Llocs d'interès
- Museu del Pa[1]